# Dăeni
Dăeni est une commune roumaine située dans le județ de Tulcea.